# Jan dau Melhau
Joan dau Melhau o Jan dau Melhau (Joan-Maria Maury, Llemotges, 1948) és un escriptor, editor, cantant i músic occità, un dels responsables del reviscolament de la literatura i la cançó occitana en la dècada del 1970-1980.
La seva llemosinitat que marca el seu punt de vista i de viure la natura, les bèsties, els homes i la mort, el fan un cantant marginal. No té el reconeixement mediàtic d'altres cantants de la Nova Cançó occitana com Joan-Pau Verdier, Claudi Martí o Patric, no sembla que ho desitgi pas.
És autor i editor de belles lletres llemosines (com Marcela Delpastre o Pau-Loís Granier), s'interessa per la bellesa del llenguatge i per la seva força literària. Continua treballant pel Llemosí amb la seva editorial Lo Chamin de Sent Jaume (Meuzac) i els seus espectacles de contes i de cançons.

## Obra
- Petit manuel de Folklore Limousin: AD'OC, 1975.
- Lo grun empoisonat, las pitas fabulas: AD'OC, 1976.
- La pendula dau Jan, las pitas fabulas: AD'OC, 1976.
- Los dos einocents, roman: A Tots / ÒC Segur, 1978.
- Saumes per ' na sauma, poèmas: Los d'a Roier, 1979.
- Petit dictionnaire de Folklore Limousin: Los d'a Roier, 1980.
- Lo prumier libre dau Marçau: Lo Leberaubre, 1983.
- En francés dins la revirada, libre per lojar: Lo Leberaubre, 1985.
- Permenada au país de las cronicas: lo Chamin de Sent Jaume, 1986.
- Lavertujon en chanson: lo Chamin de Sent Jaume, 1987.
- Prières populaires du Limousin: lo Chamin de Sent Jaume 1987.
- Almanach limousin pour l'an 89: Lucien Souny, 1988.
- Journal d'un pèlerin, vielleux et mendiant, sur le chemin de Compostelle: lo Chamin de Sent Jaume 1987 (1èra edicion), 1990, (2da edicion), Federop, 1992.
- Almanach limousin, pour les cinq ans à venir: Lucien Souny, 1991.
- Cronicas per un vilatge mòrt, teatre: lo Chamin de Sent Jaume, 1991.
- Las chançons dau pair l'Ombrela: lo Chamin de Sent Jaume, 1991.
- Proverbes limousins: Lucien Souny, 1992.
- Dires de tres per n'annada de bisest, poèmas: lo Chamin de Sent Jaume, 1992.
- N'autres tanben la revolucion, teatre: lo Chamin de Sent Jaume, 1993.
- Òbras completas: lo Chamin de Sent Jaume, 1994.
- Ad un aitau franc desesper: lo Chamin de Sent Jaume, 1996.
- Sous le pseudonyme de Peire dau Mazeu: L'Ospitau: Vent-Terral, 1983, et de Pau Quepro-Emma Quenaian: Conilhs que pelons: Bidors en Veschos, 1996.

## Discografia
- Lo deleser: Ventadorn, 1976.
- En tut segre los jorns (emb liveròt): Ventadorn, 1976.
- Los d'a Roier: Ventadorn, 1978.
- Lo diable es jos la pòrta: Ventadorn, 1978.
- Cronicas dau Lemosin: Ventadorn, 1982.
- Los d'a Roier, musica de tradicion lemosina: Los amics de los d'a Roier, 1984.
- Cronicas d'Armanac (doás caissetas): Lo Chamin de Sent Jaume, 1987.
- Contes dau Lemosin: Ostal del Libre, 1990.